# Поцей, Антоний
Антоний Поцей (ум. 16 февраля 1749) — государственный и военный деятель Великого княжества Литовского, обозный великий литовский (1715—1729) и стражник великий литовский (1729—1748), староста волковысский, суражский, радомысльский и жижморский.

## Биография
Представитель литовского шляхетского рода Поцеев герба «Вага». Старший сын воеводы витебского Казимира Александра Поцея (1666—1728) и Анны Терезы Летов. Младшие братья — стражник великий литовский Александр (ум. 1771) и староста рогачёвский Михаил (ум. 1787).
Служил в армии ВКЛ. В 1715 году получил должность обозного великого литовского, а в 1729 году был назначен стражником великим литовским. В 1730-х годах участвовал в борьбе магнатов за наследство княгини Людвики Каролины Радзивилл и её наследников («Нойбургские имения»). В 1733 году Антоний Поцей на элекционном сейме поддержал кандидатуру Станислава Лещинского на польский королевский престол. Во главе 8-тысячной армии выступил против Августа III, воевал с русскими отрядами, которые устанавливали власть Августа III в Великом княжестве Литовском и Польше. В 1735 году после поражения Станислава Лещинского был вынужден эмигрировать, но в 1736 году вернулся на родину и примирился с Августом III.

## Семья
В 1726 году женился на Розалии Загоровской (ум. после 1755), от брака с которой имел единственную дочь:
- Людвика Гонората Поцей (ум. ок. 1786), жена с 1740 года воеводы киевского Станислава Любомирского (1704—1793).